# Barrage Peña del Aguila
Le barrage Peña del Aguila est un barrage situé dans la municipalité de Durango dans l'État de Durango au nord-ouest du Mexique sur le Rio La Sauceda et le ruisseau Las Cabras,.